# Тавгер, Бенцион Аронович
Бенцион Аронович Тавгер (1930—1983) — физик, участник сионистского движения в СССР, активист борьбы за возрождение еврейского поселения в Хевроне (Израиль).

## Биография
Профессор Бенцион Аронович Тавгер родился в Борисове 5 августа 1930 г. Семья жила в городе Горький. В 1947 году поступил на физико-технический факультет МГУ. Его преподавателями были лауреаты Нобелевской премии академики Ландау и Капица. В 1949 году перевелся в Горьковский университет и в 1952 году окончил его с отличием. В памяти своих сокурсников он остался как самый блестящий и выдающийся студент.

### Начало научной деятельности
Последние годы жизни Сталина были отмечены разнузданным антисемитизмом. Это отразилось и на судьбе Тавгера. Ему было отказано в аспирантуре, где он мог бы заниматься научной работой. Будучи направлен по распределению в Сибирь на один из военных заводов города Омска, он продолжал научные исследования самостоятельно.
Выбраться из Сибири ему помогло письмо писателю Илье Эренбургу, к которому благоволил сам Сталин. Эренбург ответил на письмо и помог ему. В результате Тавгер стал преподавать в Калининградском пединституте теоретическую механику и термодинамику.
В 1954 году Тавгер открыл явление «магнитной симметрии». Работы в этой области легли в основу его кандидатской диссертации, которую он защитил в 1959 году в Московском пединституте. С 1960 года Бенцион Тавгер преподавал в Горьковском университете. В 1968 году, будучи вынужденным покинуть Горьковскую область, Б. Тавгер связался с Академгородком в Новосибирске и был принят по результатам конкурса на должность старшего научного сотрудника Института физики полупроводников Сибирского отделения Академии наук СССР. В тот период он регулярно публиковал научные труды.
В 1969 году Б. Тавгер защитил докторскую диссертацию.

### Участие в сионистском движении
В годы работы в Горьковском университете Б. Тавгер организовал еврейскую студенческую молодежь в подпольный сионистский кружок, где читали и распространяли произведения Жаботинского, проводили пасхальный Седер, отмечали еврейские праздники, знакомились с историей и религией еврейского народа — готовились к будущей репатриации в Израиль. Впоследствии, когда появилась возможность, все участники этого кружка уехали в Израиль. В 1968 году на след подпольной группы Тавгера напало КГБ, прошла волна допросов, обысков и арестов. Симулировав психическое заболевание, Тавгер укрылся в психиатрической клинике. Выйдя оттуда, он сразу же отправился в Крым с детьми «дикарем», и КГБ его упустило. Посадить Тавгера не удалось, но из Горьковского университета его уволили, лишив права преподавания в Горьковской области.
После того, как Тавгер перешел работать в Новосибирск, вокруг него снова сформировалась сионистская подпольная группа. Основным направлением деятельности этой группы стала борьба за право на свободный выезд в Израиль. КГБ снова проявил интерес к Тавгеру. На этот раз было решено, что лучшим способом избавиться от него как можно скорее будет выдворение в Израиль. Таким образом, Бен-Цион Тавгер стал первым человеком в Академгородке и первым советским доктором наук, который получил разрешение на выезд в Израиль.

### После репатриации в Израиль
С мая 1972 года Тавгер жил в Израиле. Поначалу он был направлен в центр абсорбции города Нацрат-Илит. Узнав о приезде известного ученого, президент Тель-Авивского университета профессор Юваль Неэман пригласил его на работу. До 1974 года Тавгер работал в Тель-Авивском университете и все это время он предпринимал энергичные усилия для создания научно-исследовательского института физики твёрдого тела в Иудейских горах — в городе Кирьят-Арба (Хеврон).
Тавгер оставил более сорока пяти научных статей и работ, в основном в области физики твердого тела. Последняя, не завершенная им работа была опубликована уже после его смерти, в июне 1986 года, в одном из самых престижных физических журналов Physics Letters. По оценке профессора Юваля Неэмана, если открытие Тавгера подтвердится в ходе экспериментов, его важность будет равна появлению лазеров.
С конца 1975 года и до последнего дня жизни Тавгер преподавал в Иерусалимском технологическом колледже («Махон Лев»). Здесь находилась его научная лаборатория, здесь хранят память о нём как о выдающемся педагоге.

### Хевронский период
Тавгер был убежден, что Хеврон — самое подходящее место для создания нового института в Израиле, по типу аналогичного в Академгородке. Пытаясь получить финансирование на этот проект, он много раз обращался в самые высокие инстанции и создал картотеку потенциальных работников — репатриантов из СССР. Все соглашались с правильностью его идеи, на словах поддерживали её, понимая всю важность абсорбции ученых-репатриантов для израильской науки, но отказывались выделить средства для этого начинания. Нежелание государственных структур финансировать проект объяснялось тем, что свой НИИ Тавгер предполагал создавать за «зеленой чертой».
Столкнувшись с политическим противодействием со стороны властей, Тавгер оставил работу в Тель-Авивском университете и переехал в Кирьят-Арбу, где активно включился в борьбу немногочисленных поселенцев за право возвращения в Хеврон, где до резни 1929 года жили евреи. Помимо этого, Тавгера беспокоило предотвращение дальнейшего осквернения и разрушения иудейских святынь, расположенных там. Тавгер писал письма протеста в редакции различных газет, членам Кнессета, принимал делегации правительственных учреждений, участвовал в различных заседаниях на тему «Еврейское поселение в Хевроне». Военные власти запрещали хоронить евреев на кладбище Хеврона, где покоятся знаменитые раввины и праведники, где в братской могиле лежали жертвы зверского погрома 1929 года.
В семье художника Баруха Нахшона, одного из первых поселенцев Кирьят-Арба, внезапно умер шестимесячный ребёнок. Мать ребёнка, Сара Нахшон, решила: если при жизни евреям не дают вернуться в Хеврон, то её мальчик своей смертью откроет евреям эту дорогу. С трупом младенца на руках Сара пошла прямо на солдат, выполнявших приказ министра обороны Шимона Переса запретить похороны. В конце концов, мальчика похоронили на хевронском кладбище.
Жители Кирьят-Арбы выставили на кладбище двух сторожей, чтобы не дать арабам осквернить свежую могилу. Одним из них стал безработный на тот момент профессор Тавгер, считавший, что сможет в кладбищенской тиши спокойно обдумывать проблемы теоретической физики. Однако то, что он там увидел, изменило его планы. Он принялся за расчистку кладбища, поиски обломков могильных плит и реставрацию разбитых надгробий. Древнее хевронское кладбище мало-помалу приобрело пристойный вид. Затем он начал раскопки знаменитой синагоги «Авраам-авину», несмотря на постоянное препятствование властей. Одновременно с этим он начал бороться за право евреев в любое время дня и в любой день недели молиться в Пещере Махпела (Меарат ха-Махпела) — пещере, где похоронены праотцы еврейского народа.
Бен-Цион Тавгер и его сподвижники неоднократно подвергались арестам, власти возбуждали против них уголовные дела. Один из таких процессов, так называемый «беэр-шевский суд», тянулся почти два года и закончился полным оправданием обвиняемых.
Жена — музыковед Белла Моисеевна Бергинер-Тавгер (англ. Bella Berginer-Tavger, род. 1943), сестра невролога В. М. Бергинера. Внук Пини Тавгер (род. в 1978) — известный израильский актёр театра кино и телевидения.

## Воспоминания
Уже будучи при смерти, он начал надиктовывать на магнитофон свою «хевронскую» автобиографию, но не успел закончить. Тем не менее, книга, получившая название «Мой Хеврон», увидела свет после его смерти. Профессор Тавгер похоронен на древнем хевронском кладбище, которое когда-то восстановил. Центр Хеврона, где расположена синагога «Авраам-авину», назван в его честь «Кирьят Бен-Цион». Об этом говорит памятная доска, установленная у главного входа в синагогу. Благодаря борьбе Бен-Циона Тавгера в Хевроне возродилось еврейское поселение.

## Избранные научные работы Б.Тавгера
Магнитная симметрия:
- Б.Тавгер, В.Зайцев. ЖЭТФ 30, 564 (1956)
- Б.Тавгер (ЖЭТФ), 35, 467, (1958)
- Кристаллография 3,339 (1958)
- Кристаллография 3,342 (1958)
- Кристаллография 5,677 (1960)
- Уч. записки Калининградского Пед. ин-та (1956)
- B. Tavger. Phys. Lett. А 116(3) 123—124 (1986).

Размерное квантование:
- Б.Тавгер. ЖЭТФ 48, 185 (1965)
- Б.Тавгер. В.Коган Phys.Lett. 19, 353 (1965)
- Б.Тавгер, М.Ерухимов. ЖЭТФ, 51, 528 (1965)
- Б.Тавгер, В.Кресин. Phys.Lett. 20, 595 (1966); ЖЭТФ, 47, 2318 (1966)
- Б.Тавгер, В.Демиховский. Успехи физических наук, 96, 61 (1968)

## Дополнительные источники
- Подробная научная биография Б.Тавгера
- Книга воспоминаний Б.Тавгера «Мой Хеврон»
- Аудиокнига по книге Б.Тавгера «Мой Хеврон»